# Zdzisław Pacak-Kuźmirski

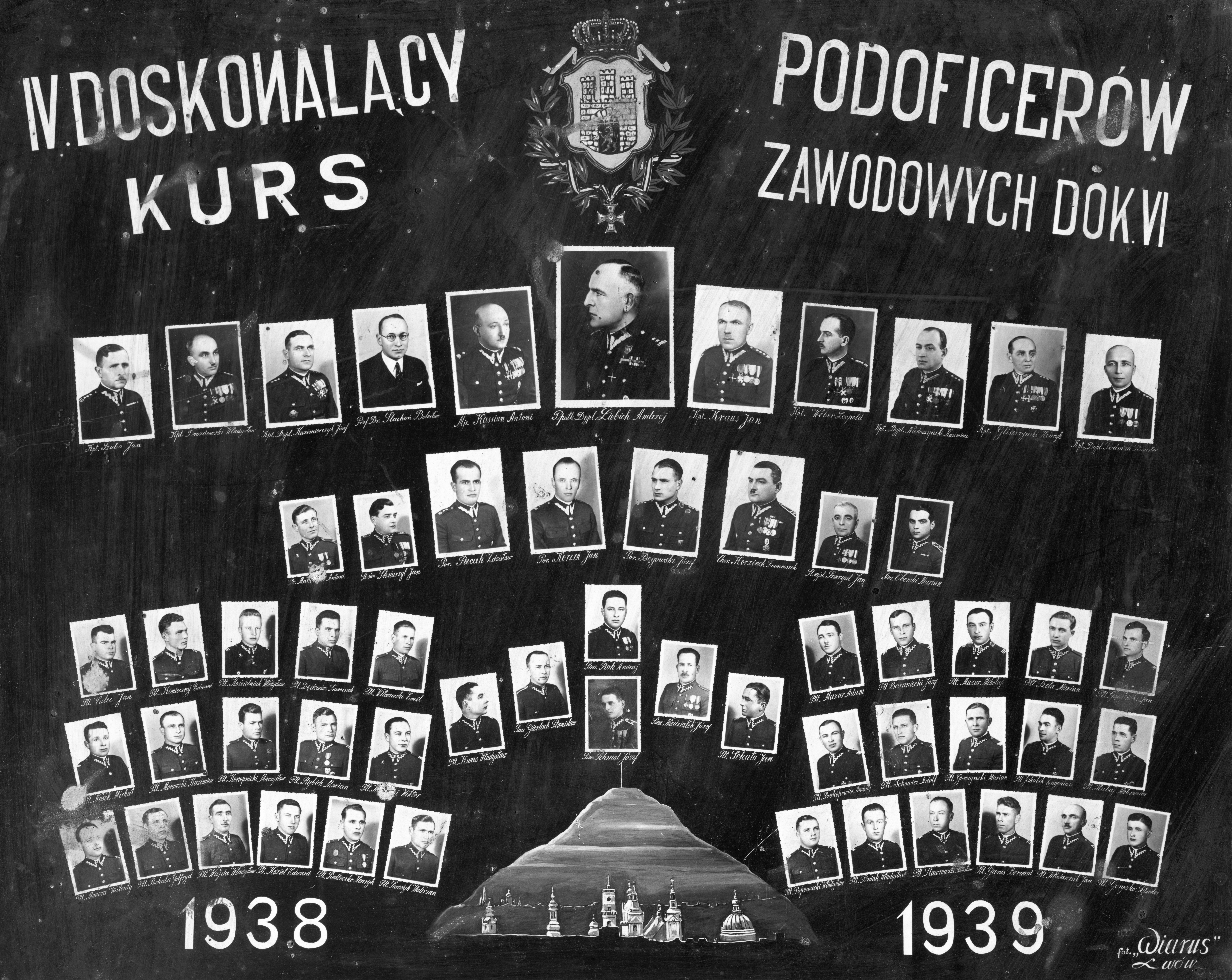
Tableau słuchaczy IV Doskonalącego Kursu Podoficerów Zawodowych DOK VI zorganizowanego w latach 1938–1939 przy 40 pp. Na tableau m.in. fotografia por. Zdzisława Pacak-Kuźmirskiego

Zdzisław Józef Pacak-Kuźmirski ps. „Andrzej” (ur. 6 stycznia 1911, zm. 27 stycznia 1981 w Krakowie) – podpułkownik Wojska Polskiego.

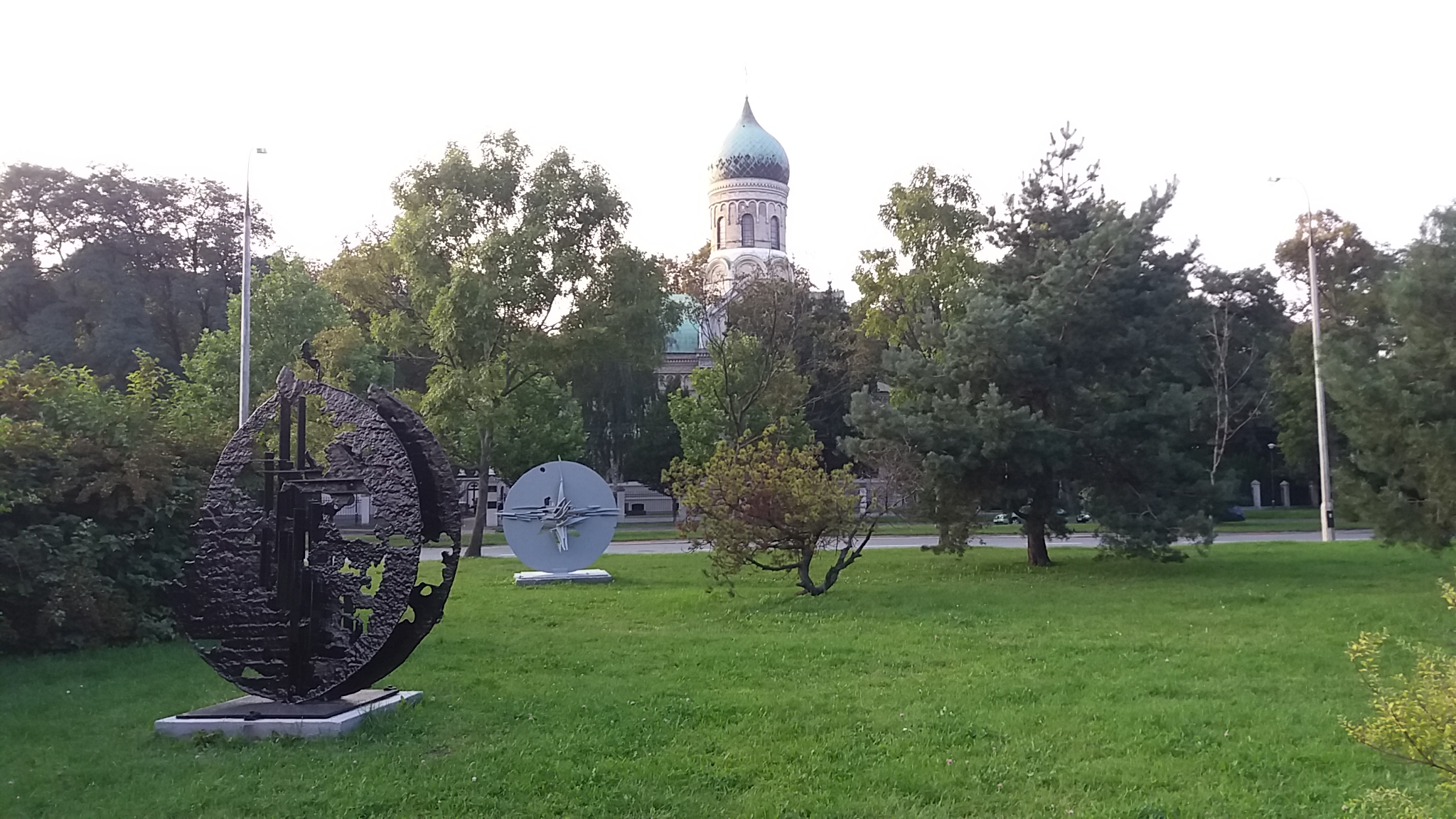
Skwer płk. Zdzisława Kuźmirskiego-Pacaka w Warszawie

## Życiorys
W latach 1931–1933 był podchorążym Szkoły Podchorążych Piechoty w Ostrowi-Komorowie. 5 sierpnia 1933 Prezydent RP Ignacy Mościcki mianował go podporucznikiem w korpusie oficerów piechoty ze starszeństwem z dniem 15 sierpnia 1933 i 492. lokatą, a minister spraw wojskowych wcielił do 40 pułku piechoty „Dzieci Lwowskich” we Lwowie. Na stopień porucznika został mianowany ze starszeństwem z 1 stycznia 1936 i 307. lokatą w korpusie oficerów piechoty.
W kampanii wrześniowej 1939 uczestniczył w obronie Warszawy, jako dowódca 8. kompanii 40 pp. Bronił terenu historycznej reduty 56 przy ul. Wolskiej przed oddziałami niemieckiej 4 Dywizji Pancernej. 9 września do obrony Woli wykorzystał około 100 beczek z terpentyą z Fabryki Przetworów Chemicznych „Dobrolin“ przy ul. Wolskiej 157/159, które zostały rozmieszczone w odległości około 60 m od barykady przegradzającej ul. Wolską  w rejonie ulic Redutowej i Gizów. Kilka z nich zapaliło się jeszcze przed atakiem nieprzyjaciela od wybuchu bomb lotniczych wroga. Gdy pierwsze czołgi niemieckie podjeżdżały do barykady wydał rozkaz otwarcia ognia. Pożar wywołany przez eksplodujące beczki z terpentyną ogarnął ok. 100-metrowy odcinek ulicy.
Po kapitulacji załogi stolicy dostał się do niemieckiej niewoli. Przebywał w Oflagu II C Woldenberg. W nocy z 18 na 19 marca 1942 w brawurowy sposób uciekł z obozu z czterema towarzyszami: por. Jerzym Kleczkowskim por. Edwardem Madejem, por. Kazimierzem Nowosławskim i ppor. Zygmuntem Siekierskim. Jeńców wyprowadził wówczas z obozu kpt. Pacak-Kuźmirski wraz z pełniącym rolę „konwojenta” ppor. Siekierskim, który został w tym celu przebrany w mundur wartownika oraz uzbrojony w drewnianą imitację karabinu typu Mauser.
Zastępca dowódcy i szefa operacyjnego Komendy Głównej AK „Osa-Kosa” (Organizacja Specjalnych Akcji Bojowych) w stopniu porucznika piechoty. W latach 1943–1944 dowódca Partyzanckiej Dywizji Karpackiej obszaru lwowskiego AK. W latach 1948–1956 więziony przez komunistów we Wronkach i Rawiczu.
Był autorem książki Reduta 56 wydanej serii Żółtego Tygrysa.
Zmarł 27 stycznia 1981 w Krakowie. Został pochowany na cmentarzu wojskowym przy ul. Prandoty w Krakowie (kwatera 7 wojsk.-1-15).

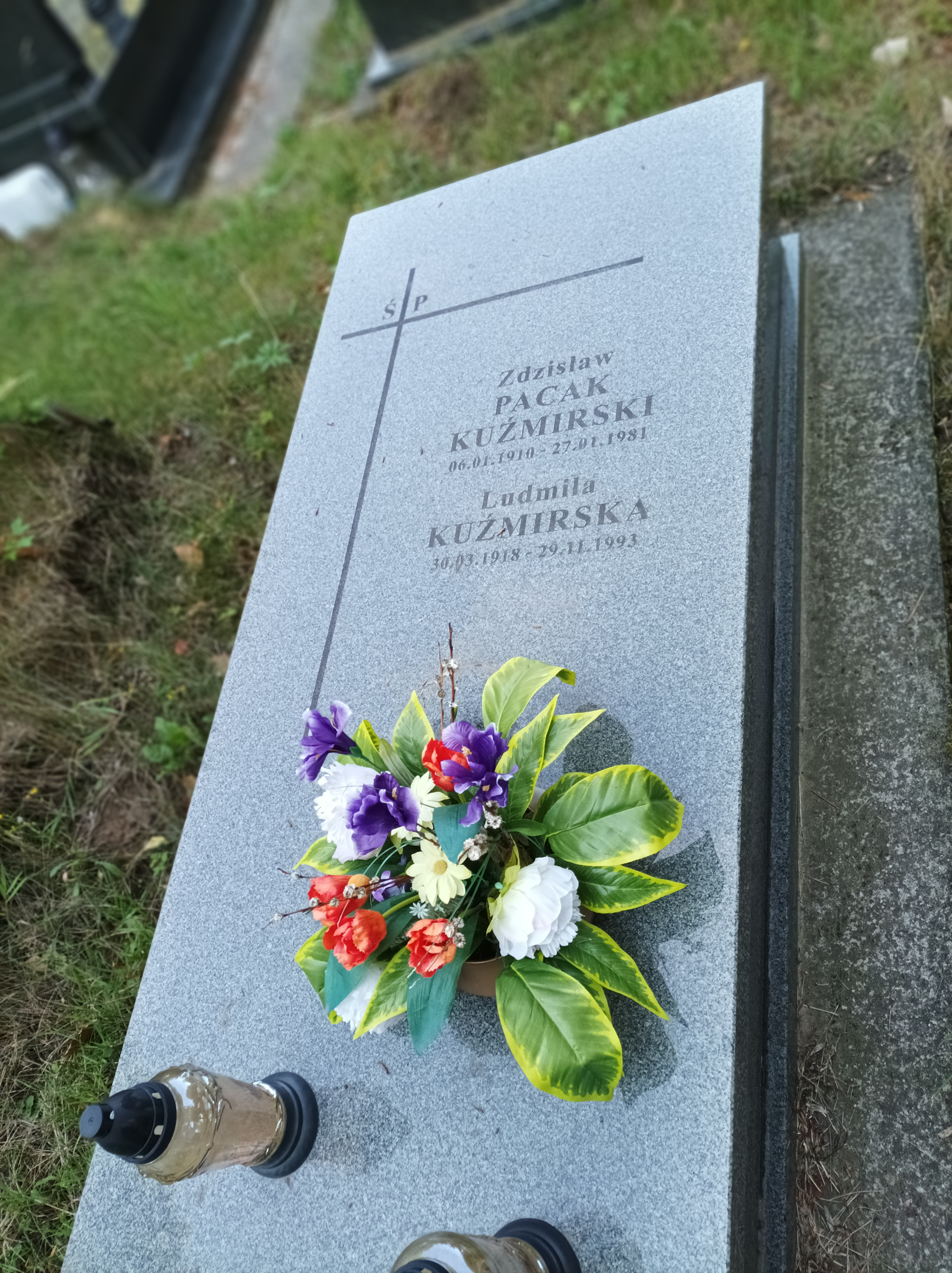
Grób Zdzisława Pacaka-Kuźmirskiego na cmentarzu wojskowym przy ul. Prandoty w Krakowie

## Upamiętnienie
W kwietniu 2005 nazwę płk. Zdzisława Kuźmirskiego-Pacaka nadano skwerowi znajdującemu się w rejonie ulic Wolskiej i Kasprzaka na warszawskiej Woli.

## Ordery i odznaczenia
- Krzyż Złoty Orderu Virtuti Militari – 13 kwietnia 1967 zatwierdzony przez ministra obrony narodowej PRL dla uczestników ucieczek z Oflagu II C[14])
- Krzyż Srebrny Orderu Virtuti Militari – 29 września 1939 przez dowódcę Armii „Warszawa” gen. dyw. Juliusza Rómmla[15][16]
- Krzyż Walecznych